# Jonathan Stark
Jonathan Stark (Medford, Estats Units, 3 d'abril de 1971) és un exjugador professional de tennis estatunidenc especialitzat en la modalitat de dobles.
Al llarg de la seva carrera va guanyar dos títols de Grand Slam, els dobles masculins de Roland Garros (1994) i els dobles mixts de Wimbledon (1995). Stark va arribar al primer lloc del rànquing de dobles en el 1994. Va acumular dos títols individuals i dinou més en dobles masculins. També va competir amb l'equip estatunidenc de Copa Davis, amb qui va arribar a disputar la final de 1997.

## Biografia
Va estudiar en la Universitat Stanford i va competir en el campionat de la NCAA, on va esdevenir All-American en categoria individual i de dobles els anys 1990 i 1991. Es va casar el 17 de juliol de 1997 amb Dana, i van tenir dos fills i una filla.

## Torneigs de Grand Slam

### Dobles masculins: 2 (1−1)
| Resultat  | Núm. | Any  | Torneig          | Parella     | Oponents                    | Marcador              |
| --------- | ---- | ---- | ---------------- | ----------- | --------------------------- | --------------------- |
| Guanyador | 1.   | 1983 | Roland Garros    | Byron Black | Jan Apell Jonas Björkman    | 6−4, 7−6              |
| Finalista | 1.   | 1994 | Open d'Austràlia | Byron Black | Jacco Eltingh Paul Haarhuis | 7−6(3), 3−6, 4−6, 3−6 |

### Dobles mixts: 1 (1−0)
| Resultat  | Núm. | Any  | Torneig   | Parella             | Oponents                 | Marcador |
| --------- | ---- | ---- | --------- | ------------------- | ------------------------ | -------- |
| Guanyador | 1.   | 1995 | Wimbledon | Martina Navrátilová | Gigi Fernández Cyril Suk | 6−4, 6−4 |

## Palmarès

### Individual: 3 (2−1)
| Llegenda (pre/post 2009)                                 |
| -------------------------------------------------------- |
| Grand Slams (0−0)                                        |
| Tennis Masters Cup / ATP Finals (0−0)                    |
| ATP Masters Series / ATP World Tour Masters 1000 (0−0)   |
| ATP International Series Gold / ATP World Tour 500 (0−0) |
| ATP International Series / ATP World Tour 250 (2−1)      |

| Títols per superfície |
| --------------------- |
| Dura (0−0)            |
| Gespa (0−1)           |
| Terra batuda (0−0)    |
| Moqueta (2−0)         |

| Resultat  | Núm. | Data                 | Torneig                 | Superfície | Oponent        | Marcador |
| --------- | ---- | -------------------- | ----------------------- | ---------- | -------------- | -------- |
| Finalista | 1.   | 14 de juny de 1992   | Rosmalen, Països Baixos | Gespa      | Michael Stich  | 4−6, 5−7 |
| Guanyador | 1.   | 11 d'octubre de 1993 | Bolzano/Bozen, Itàlia   | Moqueta    | Cédric Pioline | 6−3, 6−2 |
| Guanyador | 2.   | 6 d'octubre de 1996  | Singapur, Singapur      | Moqueta    | Michael Chang  | 6−4, 6−4 |

### Dobles masculins: 40 (19−21)
| Llegenda (pre/post 2009)                                 |
| -------------------------------------------------------- |
| Grand Slams (1−1)                                        |
| Tennis Masters Cup / ATP Finals (1−0)                    |
| ATP Masters Series / ATP World Tour Masters 1000 (2−7)   |
| ATP International Series Gold / ATP World Tour 500 (4−4) |
| ATP International Series / ATP World Tour 250 (11−9)     |

| Títols per superfície |
| --------------------- |
| Dura (11−16)          |
| Gespa (1−1)           |
| Terra batuda (3−0)    |
| Moqueta (4−4)         |

| Resultat  | Núm. | Data                   | Torneig                                    | Superfície   | Parella             | Oponents                            | Marcador            |
| --------- | ---- | ---------------------- | ------------------------------------------ | ------------ | ------------------- | ----------------------------------- | ------------------- |
| Guanyador | 1.   | 6 de gener de 1992     | Wellington, Nova Zelanda                   | Dura         | Jared Palmer        | Michiel Schapers Daniel Vacek       | 6−3, 6−3            |
| Finalista | 1.   | 17 d'agost de 1992     | Cincinnati, Estats Units                   | Dura         | Patrick McEnroe     | Mark Woodforde Todd Woodbridge      | 3−6, 6−1, 3−6       |
| Finalista | 2.   | 5 d'octubre de 1992    | Brisbane, Austràlia                        | Dura (i)     | Patrick McEnroe     | Steve DeVries David Macpherson      | 4−6, 4−6            |
| Guanyador | 2.   | 12 d'octubre de 1992   | Sydney, Austràlia                          | Dura (i)     | Patrick McEnroe     | Jim Grabb Richey Reneberg           | 6−2, 6−3            |
| Finalista | 3.   | 8 de febrer de 1993    | San Francisco, Estats Units                | Dura (i)     | Patrick McEnroe     | Scott Davis Jacco Eltingh           | 1−6, 6−4, 5−7       |
| Finalista | 4.   | 22 de març de 1993     | Miami, Estats Units                        | Dura         | Patrick McEnroe     | Richard Krajicek Jan Siemerink      | 7−6, 4−6, 6−7       |
| Guanyador | 3.   | 17 de maig de 1993     | Coral Springs, Estats Units                | Terra batuda | Patrick McEnroe     | Paul Annacone Doug Flach            | 6−4, 6−3            |
| Guanyador | 4.   | 14 de juny de 1993     | Rosmalen, Països Baixos                    | Gespa        | Patrick McEnroe     | David Adams Andrei Olhovskiy        | 7−6, 1−6, 6−4       |
| Guanyador | 5.   | 4 d'octubre de 1993    | Basilea, Suïssa                            | Dura (i)     | Byron Black         | Brad Pearce David Randall           | 3−6, 7−5, 6−3       |
| Guanyador | 6.   | 11 d'octubre de 1993   | Tolosa, França                             | Dura (i)     | Byron Black         | David Prinosil Udo Riglewski        | 7−5, 7−6            |
| Guanyador | 7.   | 25 d'octubre de 1993   | Viena, Àustria                             | Moqueta      | Byron Black         | Mike Bauer David Prinosil           | 6−3, 7−6            |
| Guanyador | 8.   | 8 de novembre de 1993  | París, França                              | Moqueta      | Byron Black         | Tom Nijssen Cyril Suk               | 4−6, 7−5, 6−2       |
| Finalista | 5.   | 10 de gener de 1994    | Oahu, Estats Units                         | Dura         | Alex O'Brien        | Tom Nijssen Cyril Suk               | 4−6, 4−6            |
| Finalista | 6.   | 31 de gener de 1994    | Open d'Austràlia, Austràlia                | Dura         | Byron Black         | Jacco Eltingh Paul Haarhuis         | 7−6, 3−6, 4−6, 3−6  |
| Finalista | 7.   | 7 de febrer de 1994    | San Jose, Estats Units                     | Dura (i)     | Byron Black         | Rick Leach Jared Palmer             | 6−4, 4−6, 4−6       |
| Guanyador | 9.   | 14 de febrer de 1994   | Memphis, Estats Units                      | Dura (i)     | Byron Black         | Jim Grabb Jared Palmer              | 7−6, 6−4            |
| Finalista | 8.   | 28 de febrer de 1994   | Indian Wells, Estats Units                 | Dura         | Byron Black         | Grant Connell Patrick Galbraith     | 5−7, 3−6            |
| Guanyador | 10.  | 6 de juny de 1994      | Roland Garros, França                      | Terra batuda | Byron Black         | Jan Apell Jonas Björkman            | 6−4, 7−6            |
| Guanyador | 11.  | 1 d'agost de 1994      | Montreal, Canadà                           | Dura         | Byron Black         | Patrick McEnroe Jared Palmer        | 7−6, 6−4            |
| Finalista | 9.   | 10 d'octubre de 1994   | Sydney                                     | Dura (i)     | Byron Black         | Jacco Eltingh Paul Haarhuis         | 4−6, 6−7            |
| Finalista | 10.  | 17 d'octubre de 1994   | Tòquio, Japó                               | Dura (i)     | Byron Black         | Grant Connell Patrick Galbraith     | 3−6, 6−3, 4−6       |
| Finalista | 11.  | 7 de novembre de 1994  | París                                      | Moqueta      | Byron Black         | Jacco Eltingh Paul Haarhuis         | 6−3, 6−7, 5−7       |
| Guanyador | 12.  | 27 de febrer de 1995   | Filadèlfia, Estats Units                   | Moqueta (i)  | Jim Grabb           | Jacco Eltingh Paul Haarhuis         | 7−6, 6−7, 6−3       |
| Guanyador | 13.  | 17 d'abril de 1995     | Tòquio, Japó                               | Dura         | Mark Knowles        | John Fitzgerald Anders Järryd       | 6−3, 3−6, 7−6       |
| Guanyador | 14.  | 29 de maig de 1995     | Bolonya, Itàlia                            | Terra batuda | Byron Black         | Libor Pimek Vince Spadea            | 7−5, 6−3            |
| Finalista | 12.  | 19 de febrer de 1996   | San Jose (2)                               | Dura (i)     | Richey Reneberg     | Trevor Kronemann David Macpherson   | 4−6, 6−3, 3−6       |
| Guanyador | 15.  | 29 d'abril de 1996     | Seül, Corea del Sud                        | Dura         | Rick Leach          | Kent Kinnear Kevin Ullyett          | 6−4, 6−4            |
| Guanyador | 16.  | 11 de novembre de 1996 | Estocolm, Suècia                           | Dura (i)     | Patrick Galbraith   | Todd Martin Chris Woodruff          | 7−6, 6−4            |
| Finalista | 13.  | 13 de gener de 1997    | Auckland, Nova Zelanda                     | Dura         | Rick Leach          | Ellis Ferreira Patrick Galbraith    | 4−6, 6−4, 6−7       |
| Finalista | 14.  | 24 de febrer de 1997   | Memphis                                    | Dura (i)     | Rick Leach          | Ellis Ferreira Patrick Galbraith    | 2−6, 3−6            |
| Finalista | 15.  | 13 d'octubre de 1997   | Singapur, Singapur                         | Moqueta      | Rick Leach          | Mahesh Bhupathi Leander Paes        | 4−6, 4−6            |
| Finalista | 16.  | 27 d'octubre de 1997   | Stuttgart, Alemanya                        | Moqueta      | Rick Leach          | Mark Woodforde Todd Woodbridge      | 3−6, 3−6            |
| Finalista | 17.  | 3 de novembre de 1997  | París (2)                                  | Moqueta      | Rick Leach          | Jacco Eltingh Paul Haarhuis         | 2−6, 6−7            |
| Guanyador | 17.  | 23 de novembre de 1997 | Tennis Masters Cup, Hartford, Estats Units | Moqueta (i)  | Rick Leach          | Mahesh Bhupathi Leander Paes        | 6−3, 6−4, 7−6(3)    |
| Finalista | 18.  | 30 de març de 1998     | Miami (2)                                  | Dura         | Alex O'Brien        | Ellis Ferreira Rick Leach           | 2−6, 4−6            |
| Finalista | 19.  | 19 de juny de 2000     | Londres, Regne Unit                        | Gespa        | Eric Taino          | Mark Woodforde Todd Woodbridge      | 7−6(5), 3−6, 6−7(1) |
| Guanyador | 18.  | 28 d'agost de 2000     | Long Island, Estats Units                  | Dura         | Kevin Ullyett       | Jan-Michael Gambill Scott Humphries | 6−4, 6−4            |
| Finalista | 20.  | 26 de febrer de 2001   | Memphis (2)                                | Dura (i)     | Alex O'Brien        | Bob Bryan Mike Bryan                | 3−6, 6−7(3)         |
| Finalista | 21.  | 5 de març de 2001      | San Jose (3)                               | Dura (i)     | Jan-Michael Gambill | Mark Knowles Brian MacPhie          | 3−6, 6−7            |
| Guanyador | 19.  | 27 d'agost de 2001     | Long Island (2)                            | Dura         | Kevin Ullyett       | Leoš Friedl Radek Štěpánek          | 6−1, 6−4            |

#### Períodes com a número 1
| Núm. | Predecessor       | Dates                   | Successor     | Setmanes | Acumulat |
| ---- | ----------------- | ----------------------- | ------------- | -------- | -------- |
| 1.   | Patrick Galbraith | 01/08/1994 − 11/09/1994 | Paul Haarhuis | 6        | 6        |

### Dobles mixts: 1 (1−0)
| Resultat  | Núm. | Data                | Torneig               | Superfície | Parella             | Oponents                 | Marcador |
| --------- | ---- | ------------------- | --------------------- | ---------- | ------------------- | ------------------------ | -------- |
| Guanyador | 1.   | 9 de juliol de 1995 | Wimbledon, Regne Unit | Gespa      | Martina Navrátilová | Gigi Fernández Cyril Suk | 6−4, 6−4 |

### Equips: 1 (0−1)
| Resultat  | Núm. | Data                        | Torneig                      | Superfície  | Equip                                  | Oponents                                                   | Marcador |
| --------- | ---- | --------------------------- | ---------------------------- | ----------- | -------------------------------------- | ---------------------------------------------------------- | -------- |
| Finalista | 1.   | 28 − 30 de novembre de 1997 | Copa Davis, Göteborg, Suècia | Moqueta (i) | Michael Chang Todd Martin Pete Sampras | Jonas Björkman Thomas Enqvist Nicklas Kulti Magnus Larsson | 0−5      |

## Trajectòria

### Individual
| Open d'Austràlia | A   | A    | A   | Q2    | 3R    | 2R    | 1R    | 1R    | 1R    | 2R   | Q2  | 0 / 6     | 4 − 6     |
| Roland Garros | A   | A    | A   | A     | 3R    | 2R    | 1R    | A     | 2R    | Q2   | A   | 0 / 4     | 4 − 4     |
| Wimbledon | Q3  | A    | A   | 1R    | 1R    | 1R    | 2R    | 3R    | 2R    | A    | Q3  | 0 / 6     | 4 − 6     |
| US Open | A   | A    | A   | 2R    | 1R    | 1R    | 1R    | 1R    | 1R    | 2R   | Q2  | 0 / 7     | 2 − 7     |
| Total Victòries−Derrotes                                                                                                  | 0−0 | 0−1  | 1−3 | 19−19 | 28−23 | 26−23 | 18−24 | 19−16 | 18−24 | 4−11 | 3−4 | 136 − 151 | 136 − 151 |
| Rànquing a final d'any | 875 | 1007 | 243 | 85    | 38    | 65    | 100   | 68    | 96    | 266  | 300 |           |           |
| Llegenda: G: Guanyador; F: Finalista; SF: Semifinalista; QF: Quarts de final; Q: Qualificació; A: Absent; RR: Round Robin |     |      |     |       |       |       |       |       |       |      |     |           |           |

### Dobles masculins
| Open d'Austràlia | A    | A   | A   | A   | QF    | 3R    | F     | 1R    | A     | SF    | 3R    | QF    | A     | 2R    | 1R   | 0 / 9     | 20 − 9    |
| Roland Garros | A    | A   | A   | A   | A     | 1R    | G     | 2R    | SF    | QF    | 1R    | 3R    | 1R    | A     | A    | 1 / 8     | 16 − 7    |
| Wimbledon | A    | A   | A   | A   | QF    | QF    | 3R    | 3R    | 2R    | 3R    | A     | 3R    | 1R    | 2R    | A    | 0 / 9     | 16 − 9    |
| US Open | 1R   | 1R  | A   | 3R  | 3R    | 1R    | 3R    | QF    | 2R    | 1R    | 2R    | 2R    | 1R    | 2R    | A    | 0 / 13    | 13 − 13   |
| ATP World Tour Championships                                                                                              | A    | A   | A   | A   | A     | A     | RR    | A     | A     | G     | A     | A     | A     | A     | A    | 1 / 2     | 5 − 3     |
| Total Victòries−Derrotes                                                                                                  | 0−2  | 0−1 | 0−0 | 8−4 | 28−15 | 43−16 | 47−21 | 35−19 | 28−16 | 43−27 | 20−14 | 23−16 | 13−17 | 15−16 | 0−2  | 303 − 186 | 303 − 186 |
| Rànquing a final d'any | 1056 | 941 | 138 | 23  | 10    | 4     | 16    | 41    | 13    | 42    | 48    | 97    | 77    | 1137  | 1311 |           |           |
| Llegenda: G: Guanyador; F: Finalista; SF: Semifinalista; QF: Quarts de final; Q: Qualificació; A: Absent; RR: Round Robin |      |     |     |     |       |       |       |       |       |       |       |       |       |       |      |           |           |

### Dobles mixts
| Open d'Austràlia | A  | A | A  | A  | A  | A | A | A | A  | 0 / 0 | 0 − 0  |
| Roland Garros | A  | A | A  | 2R | A  | A | A | A | A  | 0 / 1 | 0 − 1  |
| Wimbledon | QF | A | 2R | G  | QF | A | A | A | 1R | 1 / 5 | 13 − 4 |
| US Open | A  | A | A  | QF | A  | A | A | A | 2R | 0 / 2 | 3 − 2  |
| Llegenda: G: Guanyador; F: Finalista; SF: Semifinalista; QF: Quarts de final; Q: Qualificació; A: Absent; RR: Round Robin |    |   |    |    |    |   |   |   |    |       |        |